# اووک ریج (لوئیزیانا)
اووک ریج (به انگلیسی: Oak Ridge) شهری در ایالت لوئیزیانا کشور ایالات متحده آمریکا است که جمعیت آن در سرشماری سال ۲۰۱۰ میلادی، ۱۴۴ نفر بوده‌است.